# فنسنت مور
فنسنت مور (بالإنجليزية: Vincent Moore)‏ (25 فبراير 1994 - ) هو لاعب كريكت جنوب أفريقي.

## وصلات خارجية
- فنسنت مور على موقع إي آس بي آن كريك إنفو (الإنجليزية)